# Bandeira da província de Jujuy
A Bandeira de Jujuy é um dos símbolos oficiais da Província de Jujuy, uma subdivisão da Argentina. Jujuy é depositária da primeira bandeira da república argentina, distinção que lhe foi conferida pelo General Manuel Belgrano, seu criador.
O emblema foi conservado durante muitos anos em distintos lugares: El cabildo, a igreja matriz, o parlamento, até que em 20 de abril de 1927 foi criado um salão especialmente dedicado a sua guarda. 
A lei provincial nº 4816 de 29 de novembro de 1994 sancionada pelo parlamento de Jujuy diz o seguiente:

## Descrição

Brasão de armas atual da Argentina

Seu desenho consiste em um retângulo de largura superior ao comprimento, fazendo com que seu desenho seja "vertical". A cor de fundo é branca e no centro está um brasão argentino da época de sua criação, seu desenho é bastante semelhante ao brasão atual da Argentina.